# Eleoúsa (ort i Grekland, Epirus, Nomós Ártas)
Eleoúsa är en ort i Grekland.   Den ligger i prefekturen Nomós Ártas och regionen Epirus, i den centrala delen av landet, 270 km nordväst om huvudstaden Aten. Eleoúsa ligger 177 meter över havet och antalet invånare är 963.
Terrängen runt Eleoúsa är kuperad åt nordost, men åt sydväst är den platt.Runt Eleoúsa är det ganska tätbefolkat, med 67 invånare per kvadratkilometer. Närmaste större samhälle är Arta, 1,4 km norr om Eleoúsa. Omgivningarna runt Eleoúsa är en mosaik av jordbruksmark och naturlig växtlighet.